# Alphonse Balat
Alphonse Balat (Gochenée, 15 mei 1818 - Elsene, 16 september 1895) was een vooraanstaand Belgisch architect uit de 19de eeuw. Via zijn werk voor de Belgische adel werd hij al snel opgemerkt door de jonge hertog van Brabant, de latere Leopold II. Hij werd de persoonlijke architect van de koning en maakte alle ontwerpen voor de koninklijke residenties, hun bijgebouwen en vaak ook hun inrichting. Ook van staatswege kreeg Balat belangrijke opdrachten, zoals de realisatie van het nieuwe 'Paleis voor Schone Kunsten' aan de Regentschapsstraat in Brussel (vandaag deel van de Koninklijke Musea voor Schone Kunsten van België).
Zoals gebruikelijk in zijn tijd oriënteerde Balat zich aan historische bouwstijlen, maar anders dan de meeste van zijn tijdgenoten paste hij die toe in hun meest eenvoudige en uitgepuurde vorm. Hij paste zijn gebouwen ook sterk aan de moderne noden en technische mogelijkheden aan. Zijn belangrijkste werken zijn zonder twijfel de Koninklijke Serres van Laken. Bij dit nieuwe gebouwtype, uitgevoerd in ijzer en glas, kon hij de referenties aan historische bouwstijlen grotendeels loslaten. Balat exploreerde de technische mogelijkheden van het materiaal voluit en liet zich voor de planopbouw, maar ook voor de decoratieve en technische details inspireren door vegetatieve vormen. Via zijn leerling Victor Horta had Balat dan ook een belangrijke invloed op de Art Nouveau.

## Levensloop

### Opleiding
Zijn vader was een meester steenhouwer en een tijdlang 'maître de carrière' in de marmergroeve van Gochenée. Later baatte hij een 'marbrerie' uit in Namen. De jonge Balat leek dan ook voorbestemd voor een loopbaan als beeldhouwer. Als kind was hij al een begenadigd tekenaar. Hij werd ingeschreven voor tekenlessen aan de academie van Namen en behaalde tussen 1831 en 1834 de ereprijzen voor het tekenen van bloemen, klassieke architectuur en academisch tekenen. Hij toonde veel belangstelling voor architectuur. Als 14-jarige zou hij bouwtekeningen hebben gemaakt voor het verbouwen van het naburige kasteel van Moisnil.:7 Vanaf 1834 zette hij zijn architectuurstudies verder aan de Academie van Antwerpen. Bij de dood van zijn vader in 1839 of 1840 keerde hij naar Namen terug. Volgens Bordiau plande hij vervolgens een reis naar Italië die hij al in Parijs onderbrak om een opdracht in België uit te voeren. Zowel Clément als Martiny vermelden een stage in Parijs, maar geven geen enkel verder detail en vermelden geen bron. 

### Beginjaren

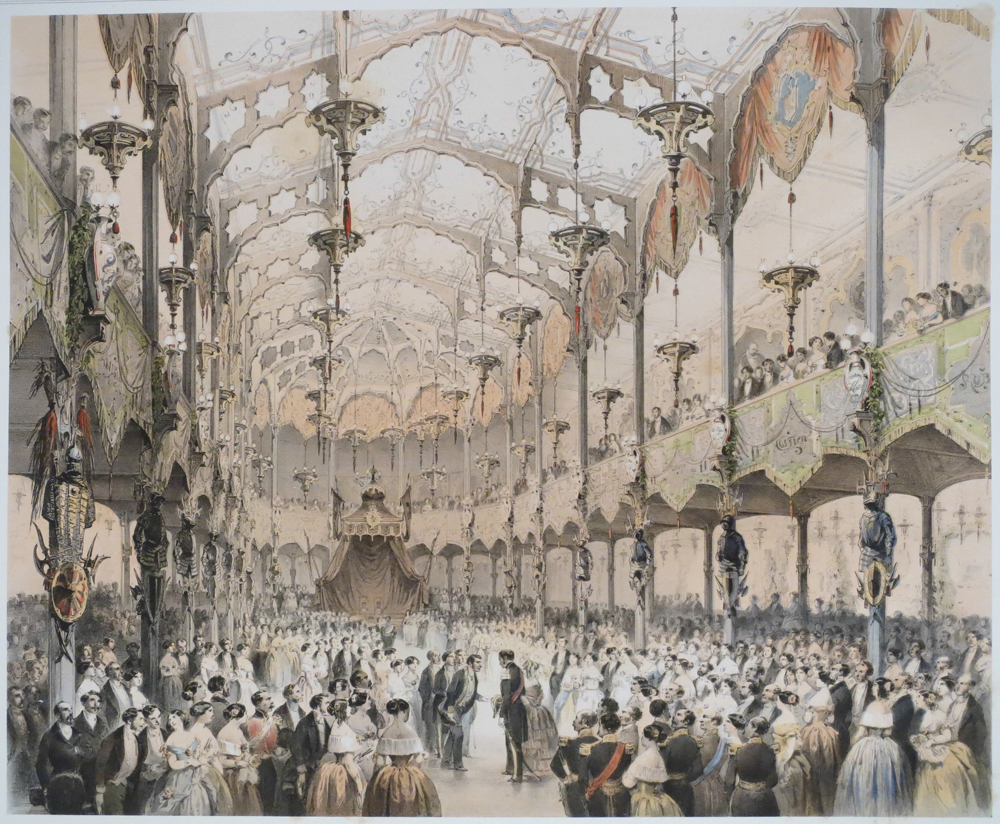
Feest van de 'Cercle litéraire et artistique' in de Magdalenamarkt, 1848

In de jaren 1840-1846 zou hij in Namen architectuuronderricht hebben gegeven. Zijn eerste opdrachten kreeg hij van de clerus en adel uit Namen en omgeving. Als zoon van een marmerwerker was hij de geknipte man voor de bouw van een nieuwe marmeren orgeltribune in de kathedraal van Namen (1844-1849). In 1846 vestigde hij zich als architect in Brussel. Hij trok de aandacht met de zeer goed ontvangen plannen voor de decoratie van de Brusselse Magdalenamarkt naar aanleiding van een feest van de 'Cercle artistique et litéraire' op 26 september 1848. Balat had de markthal weelderig ingericht in een Moors geïnspireerde stijl om plaats te bieden aan zo'n 5.500 mensen in totaal. Naast honderden kunstenaars en opdrachtgevers was ook de koninklijke familie er aanwezig. De feestdecoratie werd bejubeld in de pers en een beschrijving, geïllustreerd met kleurenlitho's werd in 1849 onder Balats supervisie uitgegeven. Dit werk vestigde definitief de reputatie van de nog jonge architect bij de Belgische elite.

### Architect van adel en koning

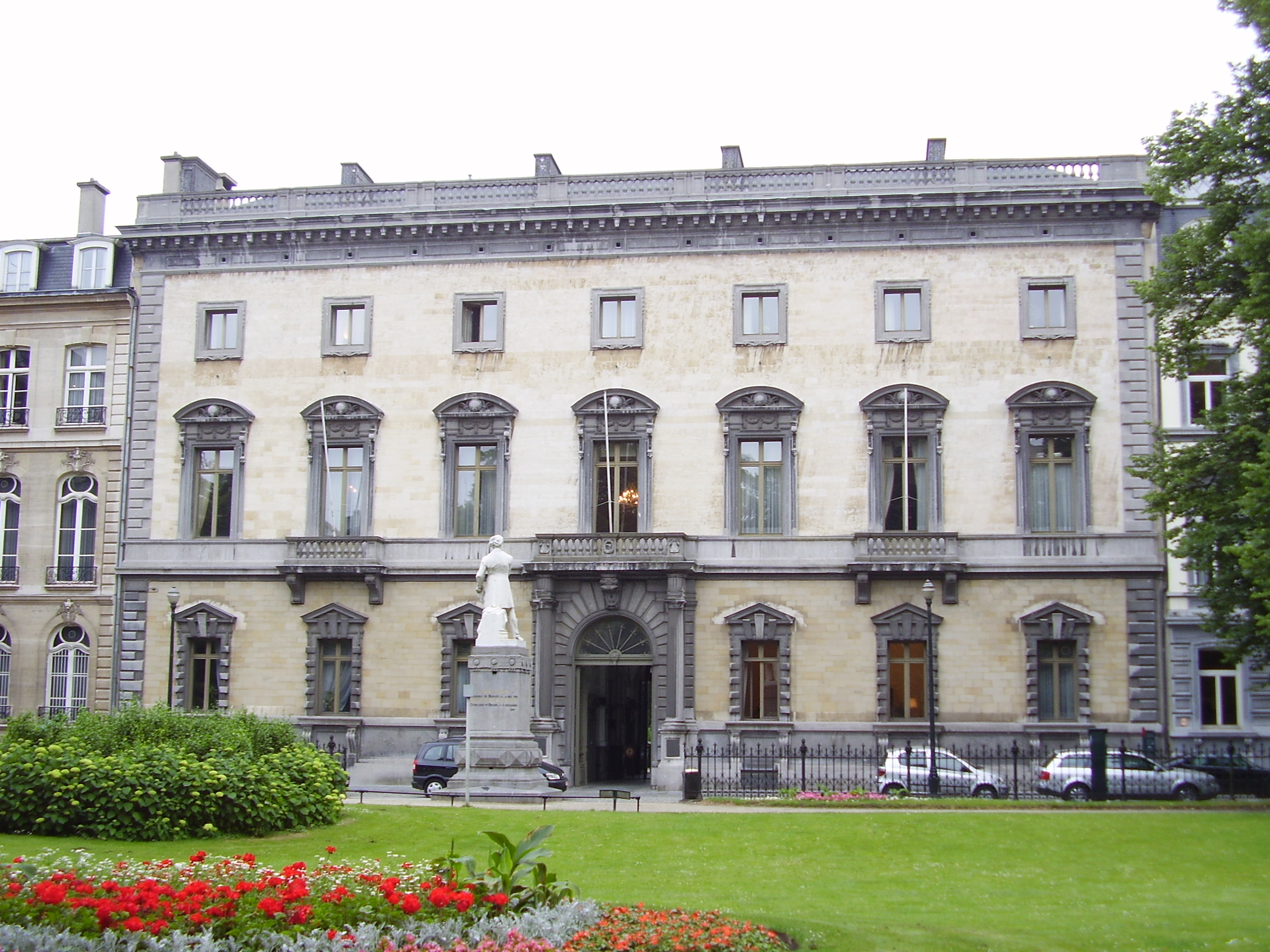
Hôtel van de Markies van Assche

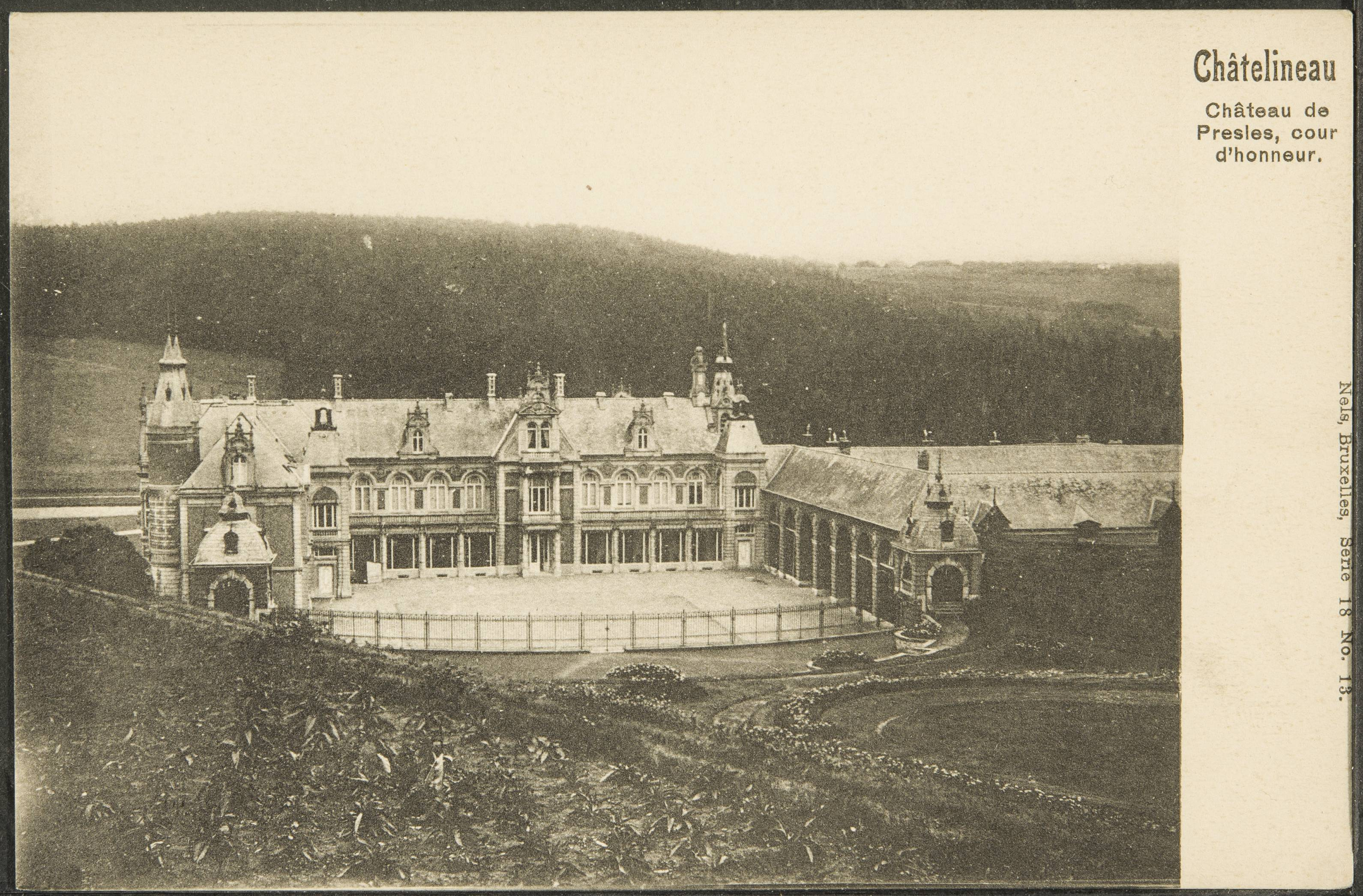
Kasteel van Presles na de verbouwingen door Balat

Al in zijn Naamse periode had Balat de grondslag gelegd voor een bloeiende architectuurpraktijk in dienst van de adel. In de nieuw aangelegde Leopoldswijk in Brussel werd volop gebouwd aan de nieuwe stadsresidenties - 'Hôtels' - van de Belgische elite. Balat bouwde hier in opdracht van Théodore van der Noot, Markies van Asse, in 1856-58 een van de meest prestigieuze nieuwe stadspaleizen. Het Hôtel van de Markies van Asse is centraal in de nieuws stadswijk gelegen, in het midden van een lange oostzijde van de Frère-Orbansquare. Voor de straatgevel, die vanaf een afstand kan worden bekeken, liet hij zich inspireren door Michelangelos Palazzo Farnese in Rome. De façade is een heel zuivere interpretatie van de renaissancestijl gebleven. Net als zijn voorbeeld heeft het gebouw een gladde, ongelede gevel. De decoratieve elementen zijn alleen rond de ramen en deuropeningen aangebracht. De rijke interieurs, inclusief statietrap en balzaal zijn dan weer geïnspireerd door de Lodewijk XVI-stijl en het classicisme. Balat zal zich meestal verre houden van het toen in zwang zijnde overdadige eclecticisme waarin allerlei stijlinvloeden op dezelfde gevel of in dezelfde ruimte worden vermengd. 
In de jaren 1850 werkt Balat ook aan talrijke adellijke kastelen op het platteland. Meestal gaat het om grootscheepse verbouwingen of 'restauraties' van oudere kastelen, inclusief de herinrichting van interieurs, maar af en toe ook om nieuwbouw. Voor de familie d'Oultremont werkt hij aan de kastelen van Presles en Warfusée. In Presles gaat het om de ingrijpende verbouwing, met uitbreidingen en interieurinrichting van een nog grotendeels laatmiddeleeuws complex. Balat koos in Presles voor een toen modieuze en voor zijn doen nogal overdadig versierde neo-renaissancestijl met Franse en Vlaamse invloeden in een combinatie van natuursteen en rode baksteen. In zijn latere verbouwingen wordt hij terughoudender in de versiering van de buitengevels en zoekt hij meer aansluiting bij de traditionele, feodale en landelijke uitstraling van de gebouwen. 

## Werken
Onder zijn leiding kwamen diverse verbouwingen en annexen tot stand aan de paleizen van Brussel en Laken, waaronder de beroemde tropische plantenkas, de zogenaamde Wintertuin van het paleis te Laken. De wintertuin (gebouwd tussen 1874 en 1876) is de eerste grote serre van een glazen stad die in 30 jaar tijd op het koninklijk domein te Laken verrees. Balat ontwierp ook het Paleis van de markies van Assche op de Frère Orbansquare (huidige huisvesting Raad van State) en het Museum voor Oude Kunst aan de Regentschapsstraat te Brussel.
Hij overleed in 1895 en werd begraven op de begraafplaats van Laken.
De Koninklijke Serres van Laken is een groot complex van koepelvormige gebouwen uit ijzer en glas, die verbonden worden door met glas overdekte galerijen. Het belangrijkste gebouw is de wintertuin, mogelijk beïnvloed door het Palm House in Kew Gardens (Londen).

## Invloed
Balats serres kondigden reeds de vormentaal en de ruimteopvatting van de art nouveau aan. De serres zijn immers geen geïsoleerde objecten, maar maken deel uit van een soort glazen stad, waarin het spel van doorkijk en reflecties samen met de exotische plantengroei leidt tot verrassende ruimtelijke relaties zo typisch voor de art nouveau van bijvoorbeeld Victor Horta, een van de bekendste leerlingen van Balat. Horta's leermeester was er reeds in geslaagd een synthese tot stand te brengen van glas, ijzer en steen.
De serres vormden een dankbare inspiratiebron voor de toenmalige jonge Belgische architectuur. In de "jardins d'hiver" van de stadswoningen voor de hogere burgerij te Brussel wendde men glas en ijzer van toen af zeer creatief aan.

## Lijst van werken

### Particuliere opdrachten
- 1840 : Kasteel van Warfusée te Saint-Georges-sur-Meuse : bijgebouwen en binnenversiering;
- 1851 : Verbouwing van het Kasteel van Presles;
- Kasteel van Dalhoutem (Houtain-le-Val) : restauratie van de vervallen zijvleugels en geveltorentjes;
- 1856-1858 : Hotel van der Noot d'Assche, gebouwd voor Théodore-Charles-Antoine graaf Vandernoot, markies van Assche. Dit gebouw, gelegen in de Wetenschapsstraat 33 te Brussel (Frère Orbansquare), is thans de zetel van de Raad van State. Koning Leopold III werd er geboren.
- 1858 : Kasteel van Dave;
- Verbouwingen aan het kasteel van Jehay-Bodegnée;
- Verbouwingen aan het kasteel van Mirwart;
- Voorgevel van het kasteel van Saint-Marc, nabij Namen;

### Publieke opdrachten
- 1848 : Versiering in Oosterse stijl van de Magdalenazaal in Brussel, naar aanleiding van een feest gegeven door de Cercle Artistique et Littéraire op 26 september.
- 1851 : Versiering van zalen in het hertogelijk paleis te Brussel.
- 1854 : Serre voor de Victoria Regia reuzenwaterlelie in de dierentuin van het Leopoldpark in Brussel, later verhuisde deze serre naar de Kruidtuin van Brussel en nadien naar de Nationale plantentuin van België te Meise.[8];
- 1875-1880 : 'Paleis voor Schone Kunsten', nu deel van de Koninklijke Musea voor Schone Kunsten van België in de Regentschapsstraat te Brussel;
- 1880 : Project voor een nationale Tempel op het plateau van Koekelberg (niet verwezenlijkt),
- 1882 : Project voor de inrichting van de Kunstberg te Brussel (niet verwezenlijkt).

### Opdrachten van de koninklijke familie
- 1866-1874 : Koninklijk Paleis van Brussel: eretrap, versieringen van de salons, troonzaal, achtergevel, verscheidene projecten voor de voorgevel, verwezenlijkt door architect Henri Maquet (1839-1909);
- 1873-1890: Koninklijk kasteel van Laken: manège, hoofdingang van het park (1879-1880), restauratie en uitbreidingen na de brand van 1890;
- 1874-1893 : Koninklijke Serres van Laken;
- 1874-1891: Koninklijk kasteel van Ardennes in Houyet;
- 1880 : Uitbreiding van het Konklijk kasteel van Ciergnon;

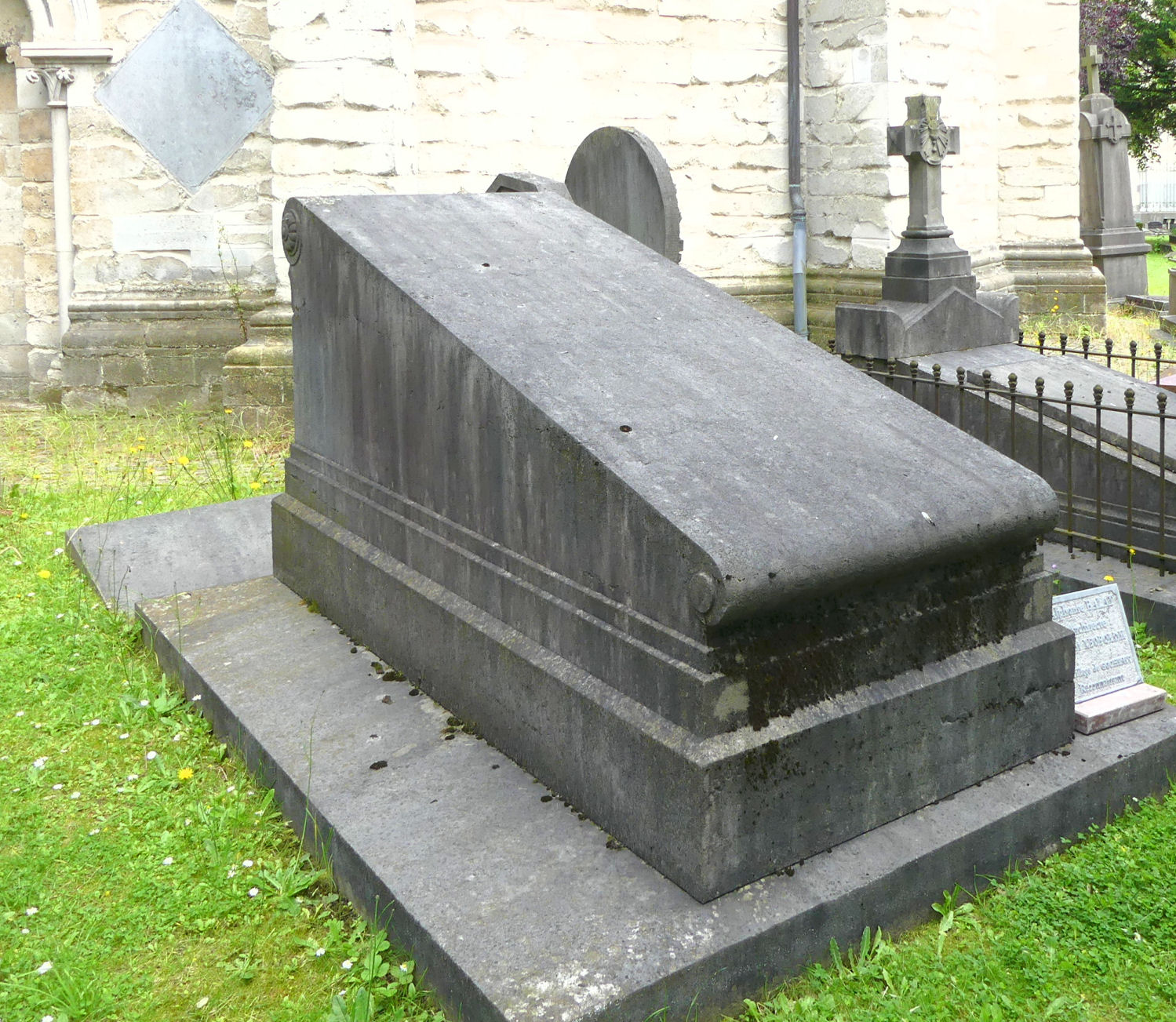
Praalgraf in Laken, door Ernest Salu
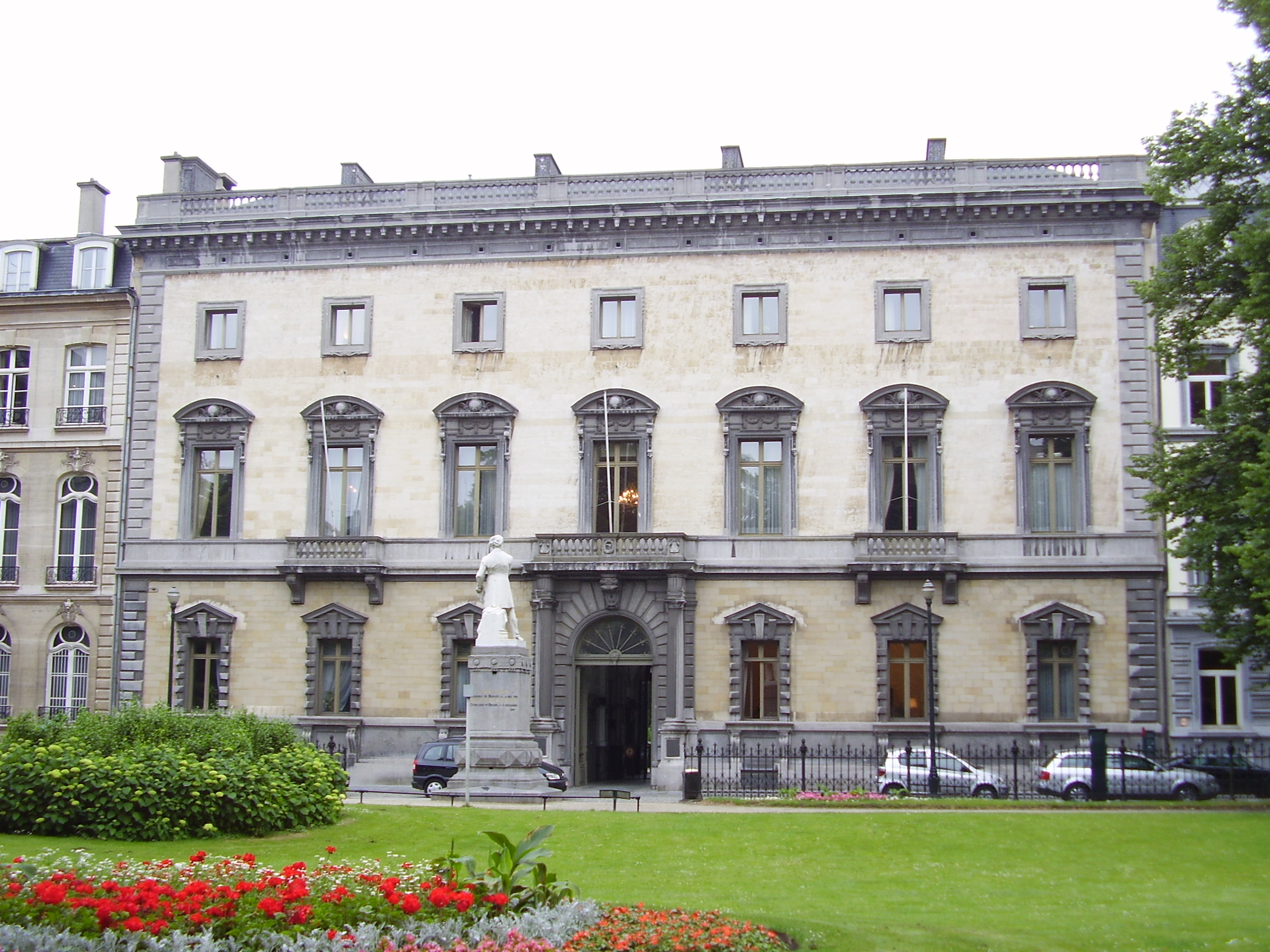
Brussel: Hotel van der Noot d'Assche, Paleis van de markies van Assche (1856-1858). Sinds 1948 zetel van de Raad van State.
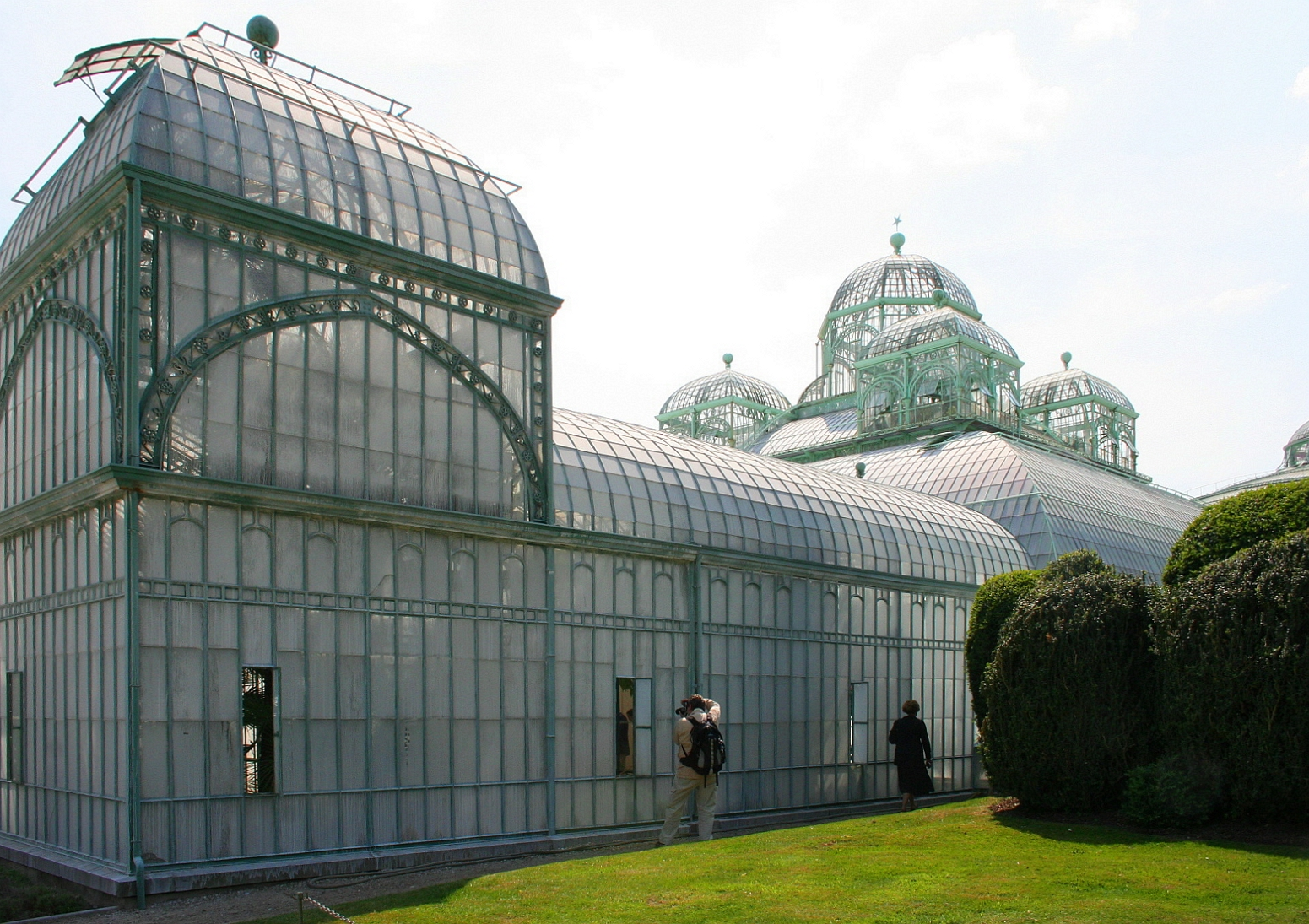
De Koninklijke Serres van Laken (1874-1890).
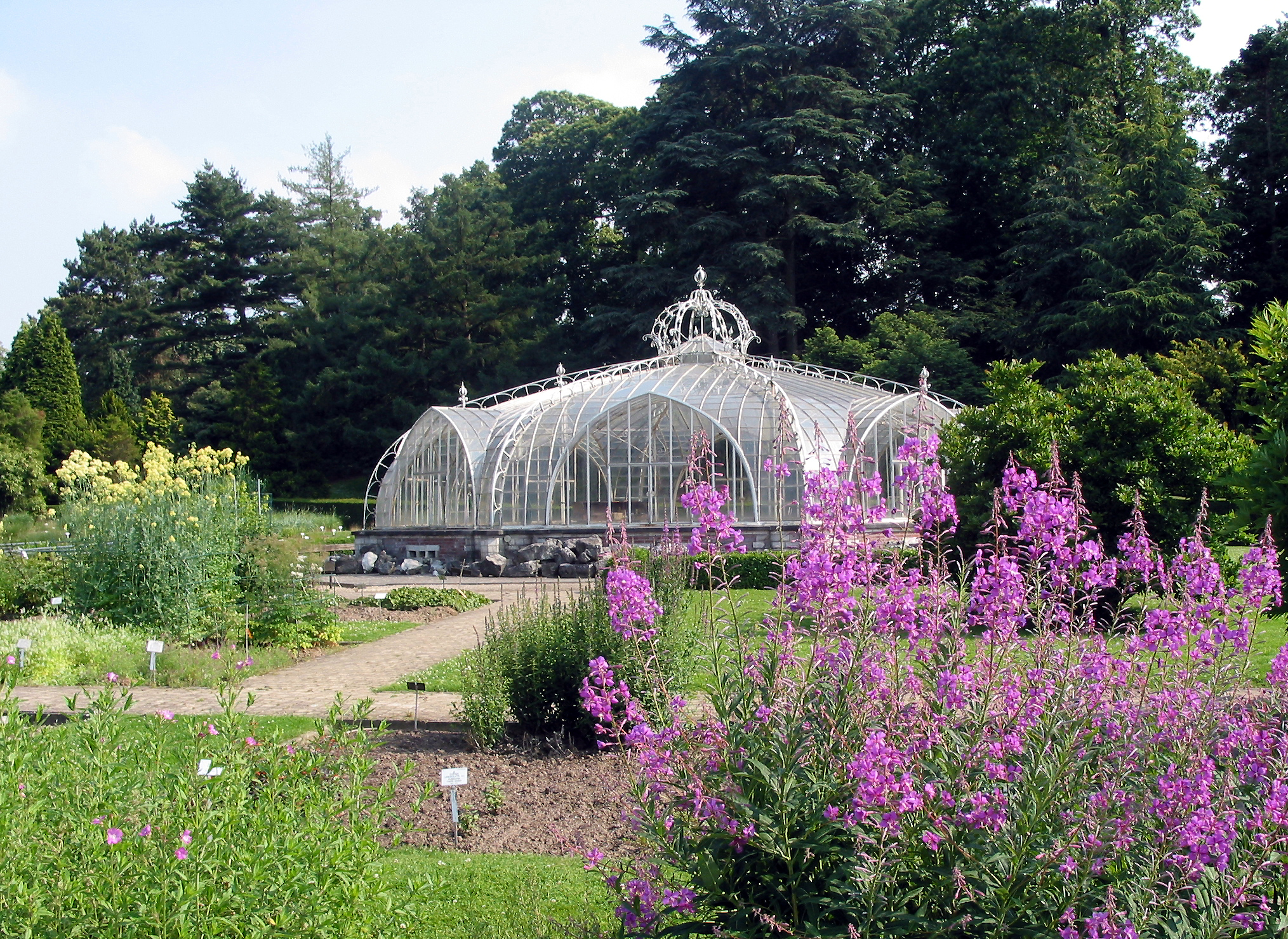
Meise, Nationale Plantentuin van België - Balatkas (1854).